# 池端雪浦
池端 雪浦（いけはた せつほ、女性、1939年7月2日 - 2023年9月20日）は、日本の歴史学者。元東京外国語大学学長（2001年9月 - 2007年8月）。東京外国語大学名誉教授。文学博士（東京大学、1990年）。東南アジア史を専門とする。

## 来歴・人物
日本領朝鮮京城（現韓国ソウル）生まれ。日本の敗戦に伴い家族と引き揚げ、親類を頼って宮崎県へ。次いで長崎県で中高生時代を過ごした。長崎県立長崎西高等学校卒業。
東京大学文学部東洋史学科卒業。東京大学大学院人文科学研究科東洋史学専攻修士課程修了。人文学名誉博士（フィリピン大学）。
愛知大学文学部助教授、東京外国語大学アジア・アフリカ言語文化研究所教授、東南アジア史学会会長（1998年1月 - 1999年12月）を歴任。

## 略歴
- 1966年4月 東京大学東洋文化研究所助手
- 1974年4月 財団法人東洋文庫研究員
- 1975年4月 愛知大学文学部講師
- 1976年4月 同助教授
- 1981年4月 東京外国語大学アジア・アフリカ言語文化研究所助教授
- 1989年4月 同教授
  - 1995年4月 同研究所所長(1997年3月まで、併任)
  - 1995年4月 東京外国語大学評議員(1997年3月まで、併任)
  - 1997年4月 東京外国語大学アジア・アフリカ言語文化研究所附属情報資源利用研究センター長(1999年3月まで、併任)
  - 1998年4月 東京外国語大学評議員(2000年3月まで、併任)
  - 2000年4月 東京外国語大学附属図書館長(2001年8月まで、併任)
  - 2000年4月 東京外国語大学評議員(2001年8月まで、併任)
- 2001年9月 東京外国語大学長 (2004年3月まで)
- 2004年4月 国立大学法人東京外国語大学長
  - 2007年8年31日 任期満了退職
- 2023年9月20日 老衰のため死去[1]。84歳没。叙正四位、瑞宝中綬章追贈[2]。

## 社会的活動
- 文部科学省科学技術・学術審議会委員
  - 学術分科会 委員
    - 学術分科会基本問題特別委員会 委員

  - 国際委員会 主査
- 文部科学省今後の国立大学等施設の整備充実に関する調査研究協力者

## エピソードと発言
- 父に誘われ、禅寺で座禅を組むようになったのは中学生のころ。浦上天主堂のミサにも顔を出し、宗教に心を引かれた。「当時は好奇心の固まり。何でも知りたがった」と振り返る。「国際人、リアルな日常から（キャリアの軌跡）」 - ウェイバックマシン（2007年3月13日アーカイブ分）日本経済新聞

## 著書
- 『フィリピン革命とカトリシズム』（勁草書房、1987年）
- 『日本占領下のフィリピン』（岩波書店、1996年）

### 共著・編
- 『東南アジア現代史 2フィリピン・マレーシア・シンガポール』生田滋共著 (世界現代史 山川出版社、1977年）
- 『変わる東南アジア史像』編（山川出版社、1994年）
- 『東南アジア史 2(島嶼部) 』編(新版世界各国史 山川出版社、1999年）
- 『近現代日本・フィリピン関係史』リディア・N.ユー・ホセ共編. 岩波書店、2004年）

### 翻訳
- レナト=コンスタンティーノ『フィリピン民衆の歴史 1 往事再訪. 1』永野善子共訳 (フィリピン双書 井村文化事業社、1978年）